# North Shoebury
North Shoebury är en ort i unparished area Southend-on-Sea, i kommunen City of Southend-on-Sea, i grevskapet Essex, i England. Orten är belägen 4 km från Southend-on-Sea. North Shoebury var en civil parish fram till 1933 när blev den en del av Southend on Sea och Great Wakering. Civil parish hade 403 invånare år 1931.